# Cornelia Michalke

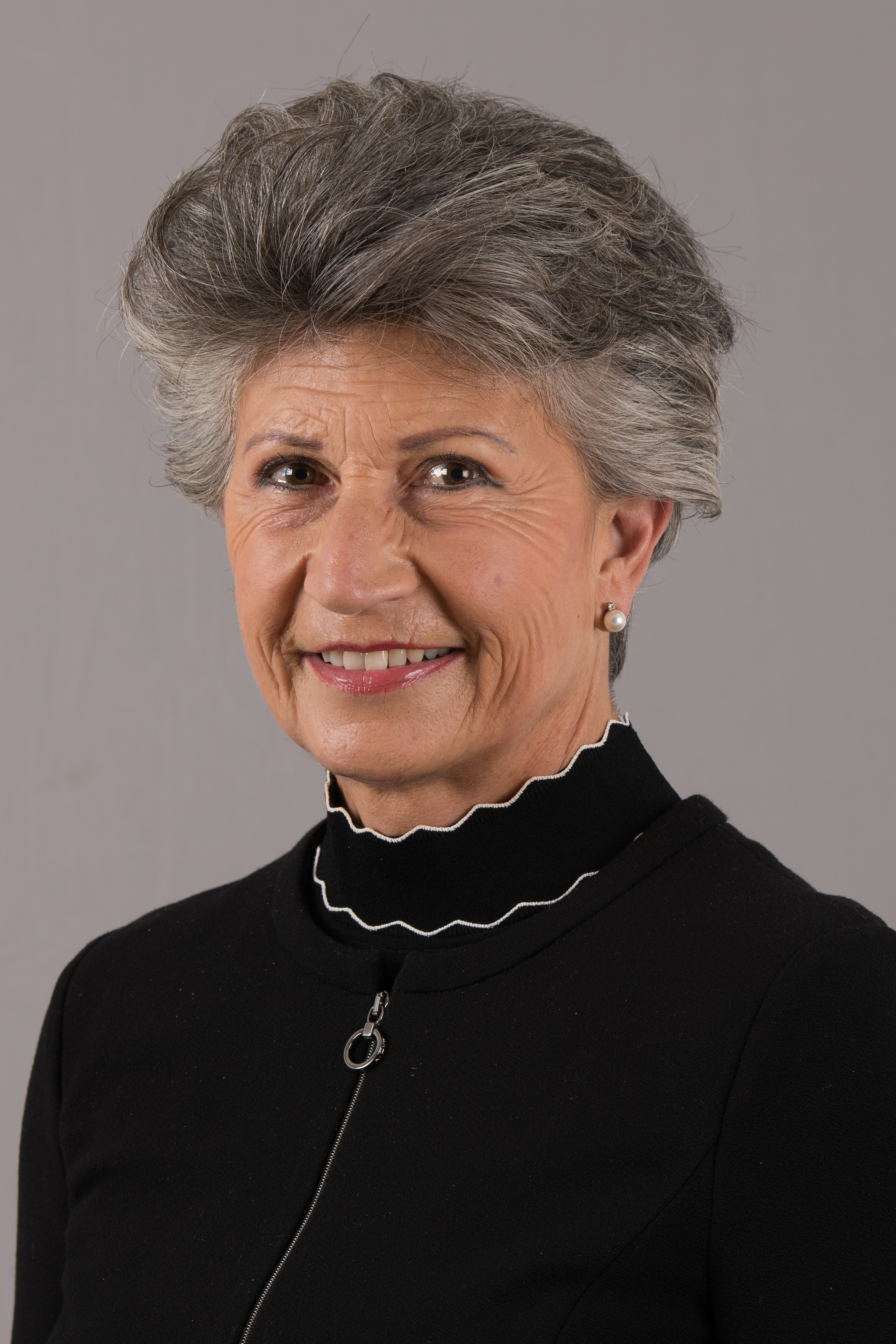
Cornelia Michalke (2017)

Cornelia Michalke (* 29. April 1956 in Bregenz; geborene Cornelia Schneider) ist eine österreichische Politikerin (FPÖ). Sie war von 2014 bis 2019 Abgeordnete zum Vorarlberger Landtag. Zuvor war sie von 2009 bis 2014 aus dem Bundesland Vorarlberg entsandtes Mitglied des österreichischen Bundesrates gewesen.

## Ausbildung und Beruf
Cornelia Michalke besuchte die Volks- und Hauptschule in ihrem Heimatort Höchst sowie von 1971 bis 1974 die Handelsakademie in der Landeshauptstadt Bregenz. Ab 1974 ging sie auf die Handels- und Dolmetscherschule in St. Gallen in der Schweiz. Diese schloss Michalke 1976 als diplomierte Übersetzerin ab. Den ersten Eintritt ins Berufsleben schaffte sie mit einer Anstellung bei dem internationalen Kranbau-Unternehmen Liebherr, wo sie von 1976 bis 1985 – davon von 1978 bis 1985 in einem Aufbauprojekt in Algerien – arbeitete. In den Jahren 1986 und 1987 betreute sie für den Lauteracher Spediteur Braun besonders afrikanische Kunden. Von 1987 bis 1997 legte Michalke eine berufliche Pause ein, um sich der Erziehung ihres Sohnes zu widmen, stieg aber anschließend bei der Firma Längle & Hagspiel in deren Verkaufsleitung wieder ins Berufsleben ein. Ab dem Jahr 2001 widmete sich Michalke im Lustenauer Unternehmen Hämmerle & Vogel der Verkaufsverantwortung für Belgien, Frankreich, Italien, Spanien und Portugal.

## Politische Karriere
Politisch aktiv wurde Cornelia Michalke erstmals im Jahr 1990 als Gemeindevertreterin für die FPÖ in ihrer Heimatgemeinde Höchst. Von 1992 bis 2006 war Michalke daraufhin auch Mitglied des Höchster Gemeinderats. Innerhalb der Freiheitlichen Partei ist Cornelia Michalke seit 1992 Mitglied der Bezirksparteileitung des Bezirks Bregenz und der Landesparteileitung von Vorarlberg. Von 2006 bis 2017 war sie zudem Stellvertreterin des Landesobmanns Dieter Egger. 
Nach der für die FPÖ sehr erfolgreichen Landtagswahl in Vorarlberg 2009, bei der die FPÖ zweitstärkste Partei im Vorarlberger Landtag wurde, wurde Cornelia Michalke vom Vorarlberger Landtag in den Bundesrat entsendet. Sie löste damit den bisherigen SPÖ-Vertreter Reinhold Einwallner ab. Am 14. Oktober 2009 wurde Michalke Mitglied des Bundesrates und war in diesem ab dem 5. November desselben Jahres Mitglied der neu gegründeten freiheitlichen Bundesratsfraktion. 
Nach der Landtagswahl 2014 wechselte Cornelia Michalke vom Bundesrat in den Landtag und wurde am 15. Oktober 2014 als Abgeordnete des 30. Vorarlberger Landtags angelobt. Bei der Landtagswahl 2019 kündigte Michalke bereits im Vorfeld an, nicht mehr kandidieren zu wollen und stattdessen mit Ablauf der Legislaturperiode im Oktober 2019 aus dem Landtag auszuscheiden.

## Privates
Cornelia Michalke ist verheiratet, hat einen Sohn und wohnt mit ihrer Familie in der Bodensee-Gemeinde Höchst. 